# Monti Saiani Occidentali

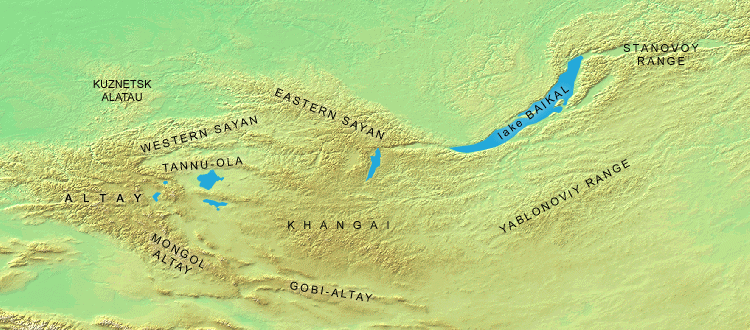
Carta della regione (in inglese)

I monti Saiani Occidentali (in russo: Западный Саян, Sapadnyj Sajan) sono un sistema montuoso della Siberia meridionale e si trovano all'interno del Territorio di Krasnojarsk, dell'Oblast' di Irkutsk, di Tuva e della Buriazia. Assieme ai Saiani Orientali sono una delle due catene in cui si suddividono i monti Saiani.

## Geografia
Il sistema montuoso dei Saiani Occidentali si allunga per oltre 600 km; la sua larghezza va dagli 80 ai 200 km. È delimitato a ovest dal massiccio dello Šapšal dei monti Altaj e dai monti dell'Abakan del Kuzneckij Alatau e si estende verso est fino a incontrare i Saiani Orientali. La depressione di Minusinsk  si trova a nord della catena e quella di Tuva a sud (tra i monti Saiani e i Tannu-Ola). La parte orientale della catena è formata dalla dorsale Ergak-Targak-Tajga (Ергак-Таргак-Тайга), chiamata anche Tazarama, lunga oltre 200 km, dove è stato istituito il parco naturale protetto Ergaki.
La cima più alta dei Saiani Occidentali è il Kyzyl-Tajga (3 121 m, 51°29′N 89°58′E) che si trova dentro i confini della repubblica di Tuva.
I fiumi della regione appartengono al bacino dello Enisej, i cui due rami sorgentiferi (Bol'šoj Enisej e Malyj Enisej) hanno origine da questi monti. Tra i principali fiumi della regione vi sono i fiumi Chemčik, Kantegir, Abakan, Chamsara, Us, Oja, Amyl e Kazyr.

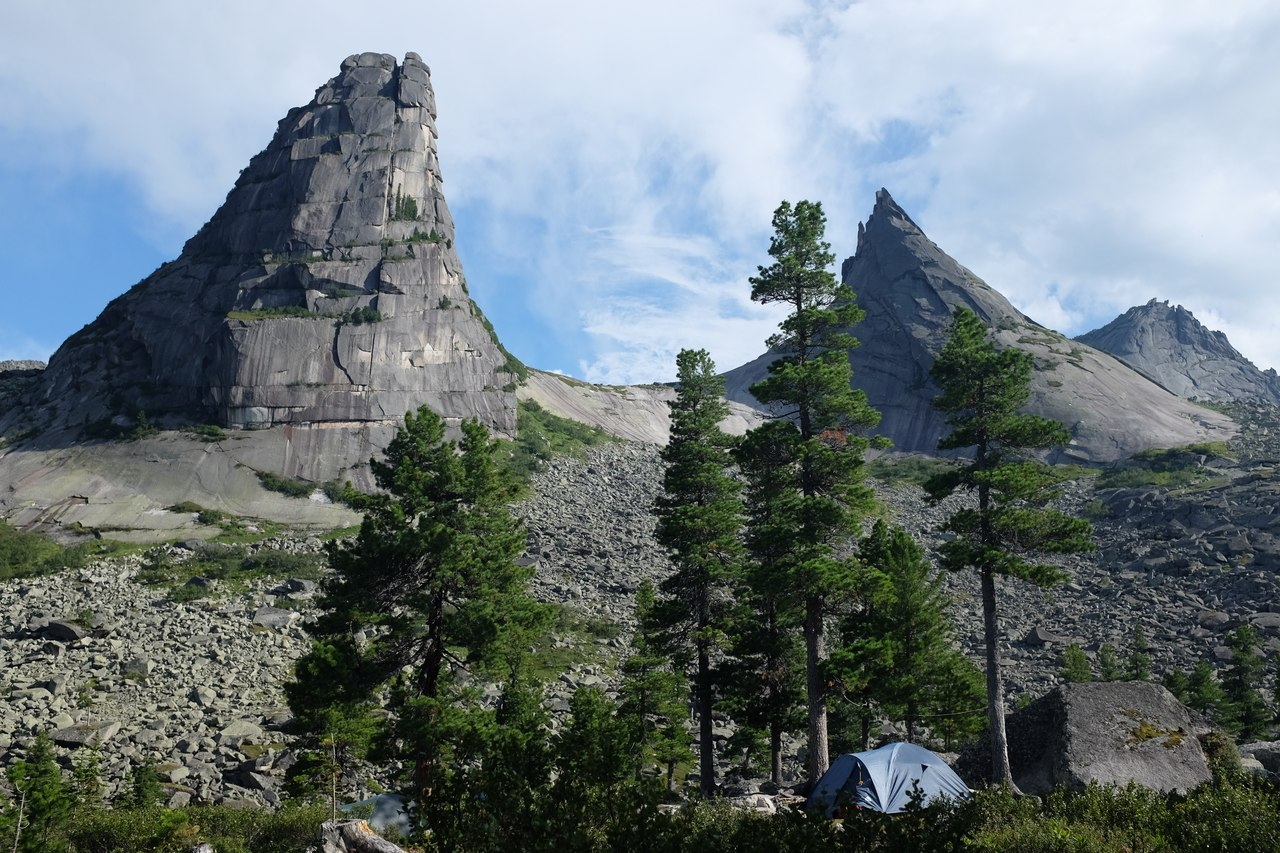
Vette del parco naturale Ergaki